# Les Cahiers luxembourgeois
Les Cahiers luxembourgeois (Nederlands: De Luxemburgse cahiers) met als ondertitel Revue libre des lettres, des sciences et des arts, is een Luxemburgs literair tijdschrift.
Les Cahiers luxembourgeois werd in 1923 opgericht door Frantz Clément, Nicolas Ries en Paul Schroell. Het blad stelt auteurs in staat teksten te publiceren die anders niet in de gebruikelijke formaten van uitgevers of krantenredacties zouden passen, bijvoorbeeld omdat ze te klein zijn voor een roman of te groot voor een krantenartikel. Artikelen mogen zijn geschreven in in het Luxemburgs, Duits, Frans en sinds 2016 in het Engels, en moeten een link met Luxemburg hebben. Van 1988 tot 2008 werden de Cahiers luxembourgeois onder leiding van Nic Weber met de toevoeging "Nouvelle Série". In 2016 werd de uitgave van het blad opnieuw hervat.
Tot de auteurs uit de literaire en culturele scene van Luxemburg die bijdroegen aan de Cahiers behoren onder anderen Eugène Forman, Camille Frieden, Pierre Frieden, Georges Hausemer, Léopold Hoffmann, Lex Jacoby, Marcel Noppeney, Marcel Reuland en Lambert Schlechter.